# Jovan Hadži
Jovan Hadži (srbsko Јован Хаџи), slovenski zoolog srbskega rodu, * 22. november 1884, Temišvar, Romunija, † 11. december 1972, Ljubljana.

## Življenjepis
V začetku 20. stoletja je deloval v Zagrebu, od leta 1920 pa je živel v Ljubljani in tam vodil katedro ter inštitut za zoologijo na novoustanovljeni Univerzi v Ljubljani (od 1921 kot redni profesor) do upokojitve leta 1957. V letih 1951 do 1972 je vodil Inštitut za biologijo SAZU, ki so ga kasneje po njem preimenovali v Biološki inštitut Jovana Hadžija. Od ustanovitve 1938 je bil redni član SAZU ter dolgoletni vodja njenega razreda za naravoslovne vede. 
Posvečal se je predvsem favnistiki jam in visokogorja ter na tem področju opisal več kot sto novih vrst in rodov. Njegovo najbolj znano delo je sistem klasifikacije živali. Kraljestvo živali je razdelil na šest debel: Protozoa (praživali), Parazoa (spužve), Ameria (nečlenarji), Polymeria (mnogočlenarji), Oligomeria (maločlenarji) in Chordata (strunarji), ta pa nadalje na poddebla ter razrede. Njegov sistem je poenostavitev naravnega stanja, ki ne podaja naravnih skupin (kladov), temveč združuje skupine na osnovi podobnosti v telesni zgradbi. Danes se zato ne uporablja, čeprav se je dolga leta poučeval na slovenskih šolah. V tujini je bil znan predvsem po izvirnih teorijah o evoluciji različnih živalskih skupin, denimo ožigalkarjev iz vrtinčarjev (t. i. turbelarijska teorija). Predpostavil je, da so se ožigalkarji razvili iz večjedrnih migetalkarjev, v katerih so se jedra ločila z membranami. Tudi ta teorija je poudarjala podobnosti v zgradbi na račun drugih pomembnih znakov, zato med zoologi ni bila nikoli splošno sprejeta.
Aktiven je bil tudi na drugih področjih naravoslovja. Ob ustanovitvi Filozofske fakultete leta 1919, znotraj katere sta pričela delovati zoološki in botanični inštitut, je pričel sistematično zbirati biološko literaturo. Ta zbirka je postala osnova za vzpostavitev biološke knjižnice (danes del Oddelka za biologijo in Nacionalnega inštituta za biologijo). Od leta 1927 do konca 2. svetovne vojne je bil predsednik Društva za raziskovanje jam Ljubljana. V letih 1935/36 je bil drugi predsednik Prirodoslovnega društva Slovenije, katerega častni član je postal 1954. Bil je tudi dopisni član JAZU v Zagrebu (1920), srbske akademije (SANU) v Beogradu (1936) in Češkoslovaške akademije v Pragi (1970).

## Priznanja/nagrade
Leta 1956 je prejel Prešernovo nagrado za razpravi »Morfološki značaj pnevmatofora pri sifonoforah« in »Nadaljnja raziskovanja o ishiropsalidih (opiliones)«, 1963 Kidričevo nagrado, jugoslovansko nagrado Avnoj-a 1966 in Levstikovo nagrado 1970. Leta 1969 je postal častni doktor Univerze v Ljubljani.